# المقرن (الخرطوم)

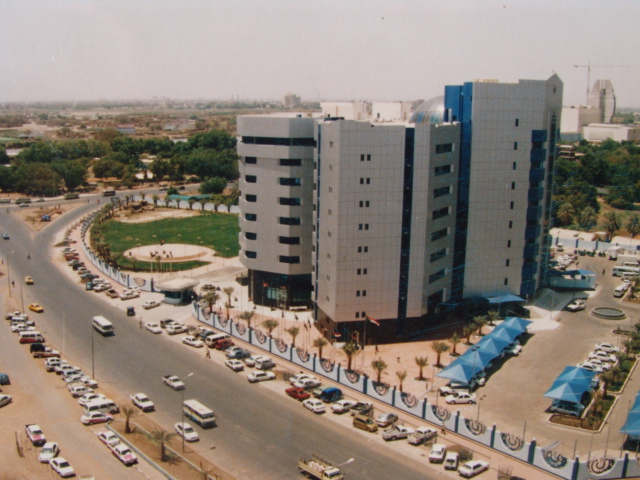
مبنى بنك السودان الرئاسة

 المقرن هو حي سوداني يقع في ولاية الخرطوم داخل مدينة الخرطوم وهو من أقدم وأعرق أحياء الخرطوم. وهي منطقة مهمة في الخرطوم حيث لعب سكانها أدواراً رئيسية في النشاط الاقتصادي، السياسي، والاجتماعي في السودان

## الموقع
هو الحي المعروف في الخرطوم والذي يقع عند التقاء النيلين الابيض والأزرق يحد المقرن شمالا شارع النيل وجنوباً شارع الطابية

## التسمية
المقرن هو مكان التقاء رافدين ليندمجا في نهر واحد. أتت التسمية من موقعه المتميز عند التقاء النيلين كما نجد أن أسماء الأحياء قد يكون لها علاقة ما بالتشكيلات الطبقية والاقتصادية في كل مجتمع، نجد أن هنالك الكثير من الأحياء بمدينة الخرطوم ذات أسماء ترتبط بالموقع. الحي يمتاز بأنه من الأحياء العريقة في الخرطوم

### مقرنالنيلين
النيل أطول أنهار الكرة الأرضية ومن خصائصه أنه هو ونهر الفرات يعتبران «أغزر نهرين في الوطن العربي»، يقع في قارة أفريقيا وينساب إلى جهة الشمال، له رافدين رئيسين النيل الابيض والنيل الأزرق ينبع النيل الأبيض في منطقة البحيرات العظمى في وسط أفريقيا.
تشير المراجع إلى أن منطقة (مقرن النيلين) كانت تقع في العصور القديمة في وطن عنصر (النيليين). فقد كشفت الحفائر الأثرية سنة 1945م عن وطن للنيليين في الطرف الجنوبي لمدينة الخرطوم الحالية ترجع حضارته إلى عصر ما قبل الأسرات، كما ثبت أنه كان مأهولا في عصر مملكتي (نبتة) و (مروي) 750ق م – 350 م. وقد عثر أيضا على أكثر من أثني عشر موضعا حول مقرن النيلين لسكن هؤلاء (النيليين).

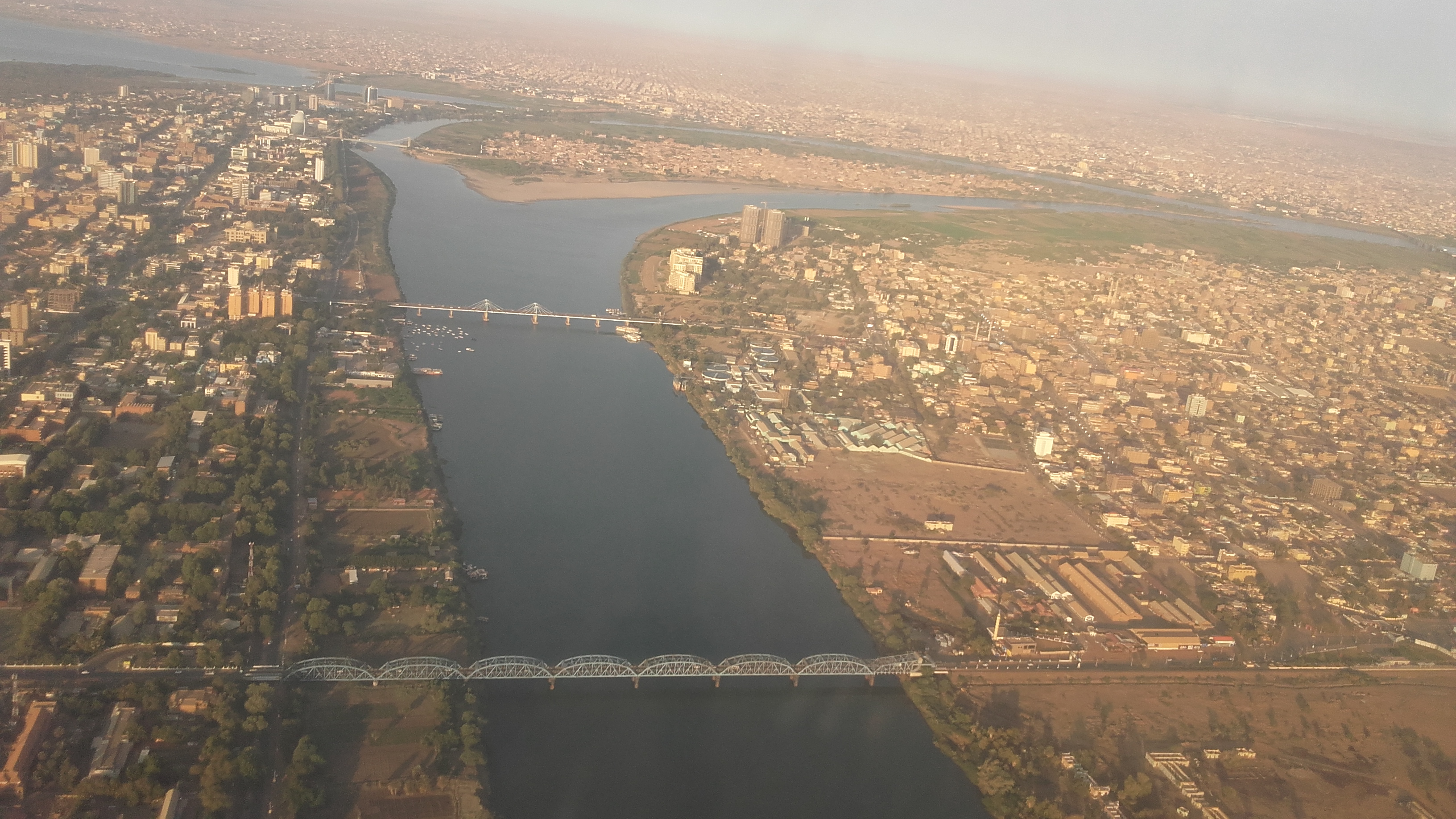
صورة من الأعلى توضح النيل الأزرق والأبيض

## الخدمات

### التعليم
عرف حي المقرن التعليم منذ إنشائه ومنذ ذلك الحين انتشرت المدارس في المدينة على اختلاف مراحلها ومناهج التدريس فيها. ويمكن تقسيم المدارس في الخرطوم إلى مدارس عامة حكومية أصبح لبعضها شهرة على نطاق السودان وأخرى خاصة يديرها القطاع الخاص. يوجد به العديد من المدارس.

## سكان حي المقرن
وفدت إلى الحي مع مرور الزمن جماعات كبيرة من الجعليين، الشايقية، الفيتحاب والدناقلة بجانب بعض من النوبة ومن القبائل النيلية أغلب سكان الحي كانوا من المزارعين. إبان الحكم التركي يرجع الفضل الي خورشيد باشا بك (1826-1838م) في تأسيس مدينة الخرطوم، وذلك عندما أمر الأهالي بإزالة بيوت الشكاب والقطاطي ومدّهم بالألواح والأخشاب ترغيبا لهم فيها. منذ فجر التاريخ، اعتمدت الحضارات التي قامت على ضفتي النيل على الزراعة، كنشاط رئيسي مميز لها،
نجد أن الحي الآن به العديد من مقار البعثات الدبلوماسية والسفارات والمنظمات الأجنبية وكثير من المواقع الخدمية والمطاعم.

## معالم الحي
- قاعة الصداقة هي مجمع لمباني بالخرطوم عاصمة السودان يتكون من قاعات للمؤتمرات والاجتماعات وصالات معارض ومسرحاً وسينما مغلقة ومرافق أخرى ملحقة بها. تشتهر القاعة باستضافتها لعدد كبير من الفعاليالت السياسية الثقافية المهمة بالسودان بما في ذلك مؤتمرات قمم دولية وإقليمية ومحلية واجتماعات وزارية ومحافل ومنتديات وندوات وأمسيات ثقاقية وسياسية ومسرحيات وأفلام وحفلات عامة.[6]
- حدائق الحيوان بالخرطوم كانت أهم معالم الخرطوم حديقة الحيوانات وهي الآن المنطقة التي تحولت إلى برج الفاتح أو فندق كورنيثيا وأيضا جنينه علي الميرغني وكان أيضا فيها حدائق منصور ركابي وهي الآن المنطقة التي تقع فيها «قاعة الصداقة» وكان يجاورها في تلك الناحية على الجانب الغربي مخازن «الصمغ العربي» التي تحوّلت من بعد إلى «المتحف القومي».[7]
- الحديقة النباتية القومية بالخرطوم
- مدرسة المقرن الثانوية
- مركز صحي المقرن أسس مركز صحي المقرن منذ حقبة الاستعمار وكان يعمل بكل طاقته ومعداته مكتملة، به عدة أقسام، قسم الأطفال والأمومة والعمليات الجراحية والإسعافات.[8]

## المناخ
حي  المقرن  في مدينة الخرطوم التي تعتبر واحدة من المدن الرئيسية الأكثر حرارة في العالم. فقد تتجاوز درجات الحرارة فيها 48 درجة مئوية في منتصف الصيف، إلا أن المتوسط السنوي لدرجات الحرارة القصوى يبلغ حوالي 37.1 درجة مئوية، مع ستة أشهر في السنة يزيد المتوسط الشهري لدرجة الحرارة فيها عن 38 درجة مئوية. وفي كل الأحوال فإن درجات الحرارة في الخرطوم تهبط بمعدلات كبيرة خلال الليل، إلى أدنى من 15 درجة مئوية في شهر يناير / كانون الثاني وقد تصل إلى 6 درجات مئوية عند مرور جبهة هوائية باردة.